# Joseph Heinrich von Beckers zu Westerstetten

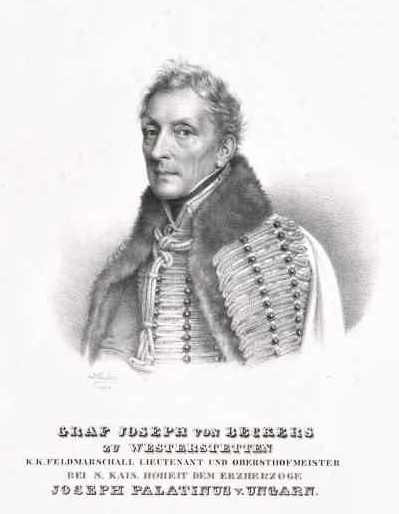
Joseph Heinrich Graf von Beckers zu Westerstetten

Joseph Heinrich Anton von Beckers zu Westerstetten (* 2. Dezember 1764 in Mannheim, Kurpfalz; † 15. Januar 1840 in Buda, Ungarn) war ein Graf und österreichischer Feldmarschallleutnant, der aus der Kurpfalz stammte.

## Herkunft
Die Adelsfamilie von Beckers zu Westerstetten kam aus Siegen in Westfalen und gehörte der katholischen Konfession an. Joseph Heinrich war der Sohn von Heinrich Anton von Beckers zu Westerstetten (1695–1777) und seiner Frau Eleonore geb. Hueber von der Wittau. Der Vater, kurpfälzischer Staatsminister sowie Gesandter in Wien bzw. Berlin, wurde 1729 zu Schwetzingen in den erblichen Adel der Kurpfalz aufgenommen, 1738 in den Reichsritterstand mit dem Prädikat Edler von und erhielt 1742 den Titel eines Freiherrn. Seine Kinder erhob Kurfürst Karl Theodor von Bayern, 1790, in der Zeit des Reichsvikariats, zu Reichsgrafen.

## Biografie

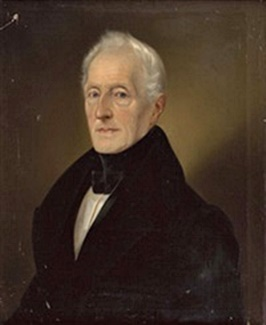
Joseph Heinrich Beckers zu Westerstetten, Altersporträt von Anton Einsle

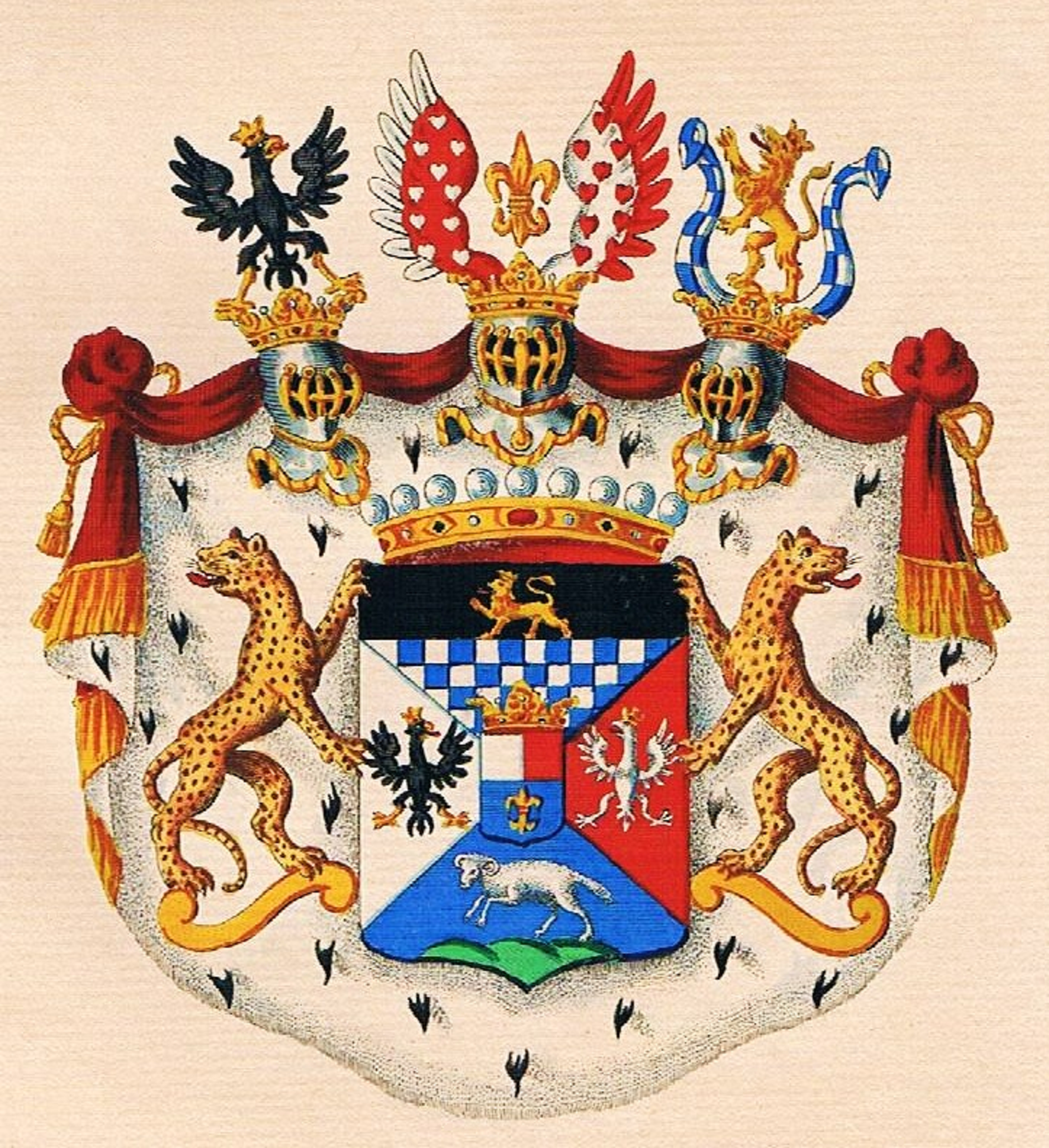
Familienwappen

Joseph Heinrich von Beckers zu Westerstetten wurde 1769 von Erzherzogin Maria Theresia ehrenhalber als Unterleutnant in das Regiment der Savoyen-Dragoner aufgenommen. 1776 trat er in die Ingenieur-Akademie ein, wo er sechs Jahre studierte. 1788 focht er als Rittmeister im Türkenkrieg und tat sich durch Tapferkeit, am 26. August bei Törzburg hervor, wo er schwere Verwundungen erlitt. Deshalb nahm er 1791, gehbehindert, als Major seinen Abschied. Durch die Ereignisse der Französischen Revolution und der damit verbundenen Kriege, büßte Joseph Heinrich von Beckers zu Westerstetten viele seiner rheinischen Besitztümer ein und verlor den Großteil seines Vermögens.
Er lebte in Pest und erholte sich so weit, dass er wieder aktiven Dienst verrichten konnte. 1800 trat er als Flügeladjutant in den Dienst des ungarischen Palatins Erzherzog Joseph Anton Johann von Österreich. 1803 erwarb der Graf das ungarische Indigenat und wurde 1805 Oberstleutnant und Generaladjutant. 1806 ernannte ihn der Erzherzog zu seinem Kammerherrn und beförderte ihn 1808 zum Oberst.
1813 Generalmajor geworden, verheiratete sich Joseph Heinrich Graf von Beckers zu Westerstetten 1815 auf Schloss Panthenau bei Brieg, in Schlesien, mit Freiin Nathalie von Rothkirch-Trach. 1816 avancierte er zum Obersthofmeister des Erzherzogs und zum Geheimrat, 1824 erhielt er den Rang eines Feldmarschallleutnants.
1827 wurde Graf von Beckers zu Westerstetten kurzzeitig Divisionär in Brünn, musste aber infolge gesundheitlicher Probleme bald in den Ruhestand treten. Als Pensionär lebte er in Ofen (Buda), wo er am 11. Januar 1840 einen Schlaganfall erlitt und am 15. Januar starb.
Sein jüngster Sohn Oskar Graf von Beckers zu Westerstetten (* 1832) fiel als österreichischer Hauptmann des 46. Infanterie-Regiments, am 3. Juli 1866, in der Schlacht bei Königgrätz. Sein Grabkreuz ist auf dem Schlachtfeld bei Chlum (Všestary) erhalten.
Ein weiterer Sohn war der Feldmarschall-Leutnant Graf Emil von Beckers zu Westerstetten (1826–1908).
Die Tochter Leonharda (Leonie) ehelichte den österreichischen General Friedrich von Bianchi (1812–1865).

## Bruder
Joseph Heinrichs jüngerer Bruder, Graf Karl August von Beckers zu Westerstetten (1770–1832), war bayerischer General der Infanterie. Nach ihm ist die Fronte Beckers der Festung Germersheim benannt.